# 31Wonderland
『31Wonderland』（サーティーワンダーランド）は、Silent Sirenの2枚目のオリジナル・アルバム。2014年2月12日にドリーミュージックから発売された。

## 解説
Silent Sirenの2枚目のスタジオ・アルバムである。
初回生産限定盤のみ、「ビーサン」「I×U」「ぐるぐるワンダーランド」のMusic Videoと、メンバーによるドキュメンタリー副音声解説付きのドキュメント映像『Silent Siren Document「First Birhday」』を収録したDVDが付いている。
オリコンデイリーチャート2位、オリコンチャート最高4位にランクインし、自己最高位を獲得した。

## 収録曲
| #         | タイトル                   | 作詞       | 作曲             | 編曲                | 時間  |
| --------- | -------------------------- | ---------- | ---------------- | ------------------- | ----- |
| 1.        | 「31Entrance」             |            | クボナオキ       | クボナオキ          | 1:38  |
| 2.        | 「Ring Ring Ring」         | すぅ       | クボナオキ       | クボナオキ、samfree | 4:02  |
| 3.        | 「ビーサン」               | すぅ       | すぅ、クボナオキ | クボナオキ、samfree | 4:46  |
| 4.        | 「「Are you Ready?」」     | あいにゃん | クボナオキ       | クボナオキ、samfree | 4:21  |
| 5.        | 「LOVE FIGHTER!」          | ひなんちゅ | クボナオキ       | クボナオキ、samfree | 4:16  |
| 6.        | 「アンチノミー」           | すぅ       | samfree          | samfree             | 4:32  |
| 7.        | 「Delay」                  | すぅ       | クボナオキ       | クボナオキ、samfree | 4:32  |
| 8.        | 「I×U」                    | すぅ       | クボナオキ       | クボナオキ、samfree | 5:46  |
| 9.        | 「Limited」                | すぅ       | samfree          | samfree             | 4:04  |
| 10.       | 「マイルストーン」         | ひなんちゅ | クボナオキ       | クボナオキ、samfree | 5:07  |
| 11.       | 「雨降りフリル」           | すぅ       | クボナオキ       | クボナオキ、samfree | 4:25  |
| 12.       | 「ぐるぐるワンダーランド」 | ゆかるん   | クボナオキ       | クボナオキ、samfree | 4:24  |
| 13.       | タイトルなし(Secret Track) |            |                  |                     | 1:04  |
| 合計時間: | 合計時間:                  | 合計時間:  | 合計時間:        | 合計時間:           | 52:57 |

| #         | タイトル                                   | 作詞      | 作曲             | 編曲                | 時間  |
| --------- | ------------------------------------------ | --------- | ---------------- | ------------------- | ----- |
| 1.        | 「ビーサン」(Music Video)                  | すぅ      | すぅ、クボナオキ | クボナオキ、samfree | 4:56  |
| 2.        | 「I×U」(Music Video)                       | すぅ      | クボナオキ       | クボナオキ、samfree | 5:56  |
| 3.        | 「ぐるぐるワンダーランド」(Music Video)    | ゆかるん  | クボナオキ       | クボナオキ、samfree | 4:31  |
| 4.        | 「Silent Siren Document「First Birhday」」 |           |                  |                     | 34:52 |
| 合計時間: | 合計時間:                                  | 合計時間: | 合計時間:        | 合計時間:           | 50:15 |

## 曲解説
CD（初回生産限定盤、通常盤共通）
1. 31Entrance
クボナオキ作曲によるインストゥルメンタル曲。
2. Ring Ring Ring
3. ビーサン
3rdシングル曲。
  - 日本テレビ系「ミュージックドラゴン」POWER PLAY
  - 日本テレビ「それゆけ!ゲームパンサー!」7月エンディングテーマ
  - テレビ東京系「JAPAN COUNTDOWN」8月度オープニングテーマ
  - 関西テレビ「ピーコ&兵動ピーチケ♥パーチケ」8月度エンディングテーマ曲
4. 「Are you Ready?」
5. LOVE FIGHTER!
4thシングルのカップリング曲。
6. アンチノミー
7. Delay
8. I×U
4thシングル曲。 
  - 日本テレビ系「ミュージックドラゴン」POWER PLAY
  - 日本テレビ系「フットンダ」10月エンディングテーマ
9. Limited
10. マイルストーン
11. 雨降りフリル
12. ぐるぐるワンダーランド
  - フジテレビ系『音楽番付Eight』2月度オープニングアクト
  - フジテレビ系『SHELiCoの夜★活〜こんがりネェさんの大人買い〜』2月度エンディングテーマ
  - テレビ東京系「JAPAN COUNTDOWN」2月オープニングテーマ

DVD（初回生産限定盤のみ）
1. ビーサン (Music Video)
2. I×U (Music Video)
3. ぐるぐるワンダーランド (Music Video)
4. Silent Siren Document「First Birhday」

## クレジット

### Silent Siren
- 吉田菫(すぅ) - Vocal & Guitar
- 山内あいな(あいにゃん) - Bass
- 黒坂優香子(ゆかるん) - Keyboard
- 梅村妃奈子(ひなんちゅ) - Drums